# Casa del carrer Major, 9 (Torrelles de Llobregat)
La Casa del carrer Major és una obra noucentista de Torrelles de Llobregat (Baix Llobregat) inclosa a l'Inventari del Patrimoni Arquitectònic de Catalunya.

## Descripció
Casa que, d'estructura rectangular, consta de planta baixa i un pis. El primer pis està format per dos balcons. A la part de dalt de la façana una garlanda remarca l'existència d'unes inicials incloses dins d'un element decoratiu circular. Barana balustrada coronada als extrems per dos gerros o de ceràmica.